# Paolo Bertolucci
Paolo Bertolucci (n, 3 de agosto de 1951) es un jugador italiano de tenis. En su carrera conquistó 6 torneos ATP de individuales y 12 torneos ATP de dobles. Su mejor posición en el ranking de individuales fue el Nº12 en agosto de 1973. En 1973 llegó a cuartos de final de Roland Garros.